# Hermann Jacobs (Autor)

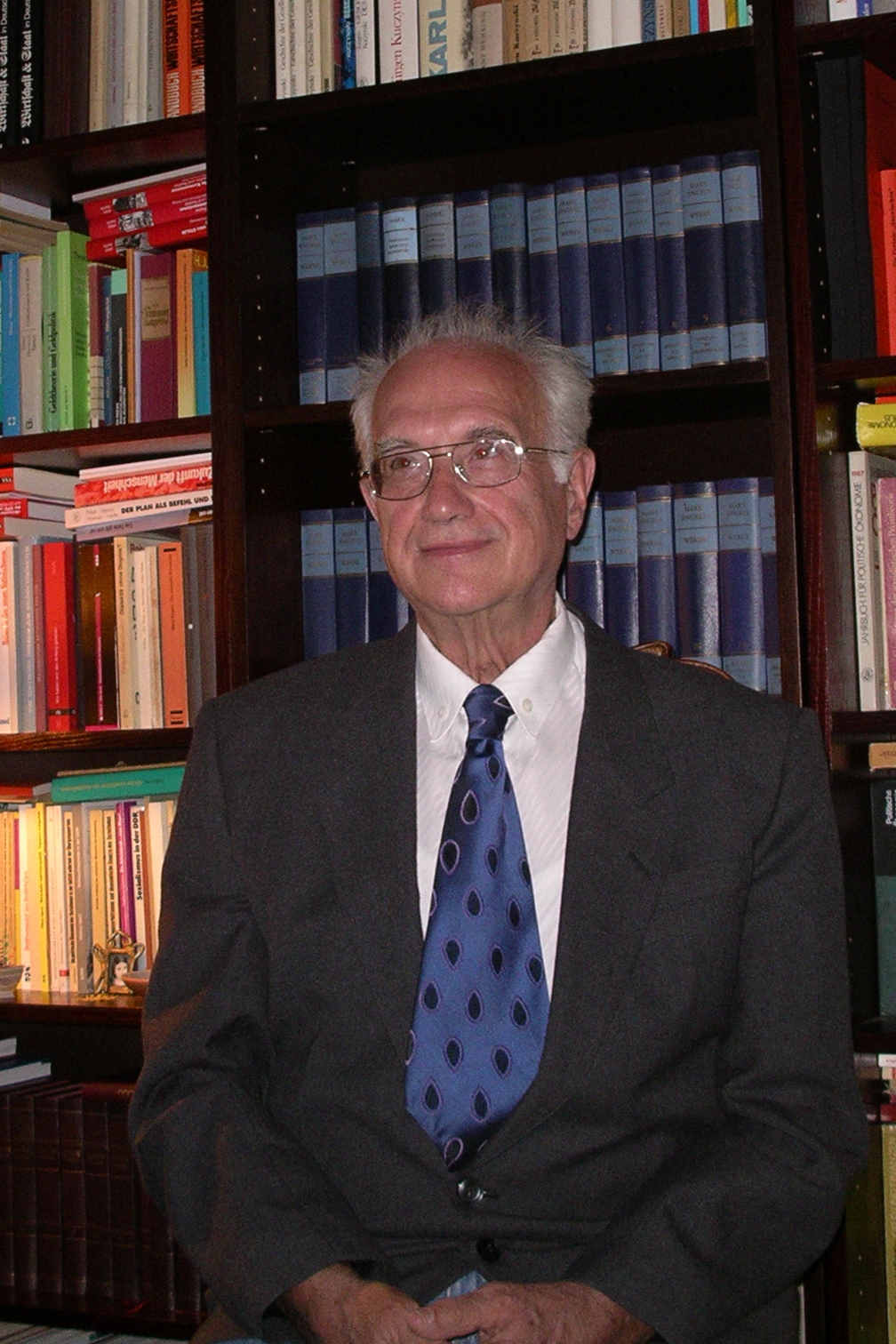
Hermann Jacobs, 2005

Hermann Jacobs (* 9. August 1929 in Berlin; † 1. August 2024 in Berlin) war ein deutscher Sachbuchautor.

## Leben
Ab 1946 begann Hermann Jacobs seinen beruflichen Werdegang als Volontär bei der Tageszeitung „Neues Deutschland“, dem Zentralorgan des Zentralkomitees (ZK) der Sozialistischen Einheitspartei Deutschlands (SED). Er gehörte zu den Absolventen des ersten Journalistenlehrgangs an der Parteihochschule „Karl Marx“. Von 1947 bis 1955 war er Redakteur beim Neuen Deutschland und arbeitete in verschiedenen Ressorts, darunter Nachrichten, Wirtschaft, Innenpolitik, Lokalberichterstattung Berlin und dem Ressort gesamtdeutsche Fragen. Im Jahr 1952 wurde er Leiter der Bezirksredaktion Mark Brandenburg, bevor er in einer LPG tätig war und später als Redakteur bei der Maschinen-Traktoren-Station (MTS) Radensleben arbeitete.
Im Jahr 1957 wechselte Hermann Jacobs auf eigenen Wunsch von der journalistischen Arbeit in die Produktion. Bis 1990 war er in verschiedenen volkseigenen Betrieben tätig, zuletzt im Metallleichtbaukombinat Berlin, wo er als Fräser, Dreher und Schweißer arbeitete. 1974 schloss er eine Facharbeiterausbildung als Stahlbauer ab. Er nahm 1975/76 als Gasthörer am Studium der Politischen Ökonomie teil. Von 1977 bis 1979 absolvierte er ein externes Studium an der Humboldt-Universität zu Berlin in der Sektion Wirtschaftswissenschaft, im Fachbereich Finanzen und erwarb den Abschluss als Diplomökonom an der Humboldt-Universität zu Berlin. Seine Diplomarbeit trug den Titel: „Allgemeintheoretische Betrachtung des Wesens der Finanzen als des gesellschaftlichen Verhältnisses zwischen Staat und Geld bis zum entwickelten Sozialismus“.
Von 1990 bis 2001 arbeitete er in der AG Wirtschaftspolitik beim Parteivorstand der PDS mit.
Daneben beteiligte er sich mit Beiträgen an Veranstaltungen der DKP und des politisch der DKP nahe stehenden Vereins Marx-Engels-Stiftung.

## Werk
Zwischen 1983 und 1987 verfasste Hermann Jacobs, die „Theoretischen Briefe“, eine systematische Kommentierung politischer und ökonomischer Ereignisse im Ostblock. Diese fanden nach 1999 ihre Fortsetzung in den Reihen „Beiträge zur Theorie von Gesellschaftsformationen“. 27 der 60 Beiträge wurden in 3 Broschüren „Sozialismus-Konkretionen“ zusammengefasst.
Weitere Kommentierungen erfolgten auch zu den sogenannten „Prager Reformen“ ab 1968 und den „Perestroika“-Reformen unter Michail Sergejewitsch Gorbatschow ab 1987 in der UdSSR. Als Anregung zur öffentlichen wissenschaftlichen Diskussion begann er ab 2013 mit einer weiteren Reihe von ca. 100 „Reflexionen“ auf aktuelle Veröffentlichungen.
Nach 1990 veröffentlichte er rund 300 Arbeiten in Zeitschriften der Bundesrepublik.

## Schriften (Auswahl)
- Die Wertform - bis zu ihrer Negation – Theoretische Wertung aller bisherigen Praxen, Berlin 08.06.2017, ISBN 978-3-7450-6158-1
- Die Lohnfrage – wie sie entsteht und wie sie gelöst werden muss, Berlin 20.09.2018, ISBN 978-3-7467-6351-4
- Proletarischer Absolutismus – wie Marxisten sein Erscheinen am Beginn des Kommunismus zu erklären haben, Berlin 09.10.2023, ISBN 978-3-7584-1277-6
- ÜBER WERT-LOGIK, KAPITAL-LOGIK, SOZIAL-LOGIK – Die ungarischen Briefe (1984 – 1987), Berlin 1990, ISBN 3-928999-45-1
- Genosse Ware oder: Der proletarische Absolutismus, Berlin 1996
- Lohn (I) „Der Proletarier und das Wertverhältnis“, Berlin 1997, ISBN 3-928999-78-8
- Der Wert in der Kritik -I Kapitalismus, II Sozialismus, Berlin 1996
- Thesen zur Theorie des Kommunismus und der Theorie der besonderen Warenproduktion im Sozialismus, Berlin 1996, ISBN 3-928999-68-0
- Das NÖS als Widerspruch (geschrieben aus Anlass des 120. Geburtstages von Walter Ulbricht), und weitere, offen-siv, Berlin 11/2021, ISBN 978-3-9818899-7-0
- Verkannte Dialektik Ist der Kommunismus in der Übergangsperiode nach dem Kapitalismus noch eine Warenproduktion?, offen-siv, Berlin 08/2023